# Pimenta haitiensis
Pimenta haitiensis là một loài thực vật thuộc họ Myrtaceae. Đây là loài đặc hữu của Cộng hòa Dominica.